# Забойки
Забо́йки — село в Україні, у Підгороднянській сільській громаді Тернопільського району Тернопільської області.  
До 2018 підпорядковане Почапинській сільській раді. Населення — 825 осіб (2023). Розташоване на річці Руда, притоці Серету, в центрі району. 

## Історія
Відоме з першої половини XVII століття.
1944 внаслідок військових дій 30 % будівель було спалено. У 1945 році було поселено частину мешканців депортованих із с. Стібно, яке опинились складі Польської Народної Республіки.
12 червня 2020 року, відповідно до розпорядження Кабінету Міністрів України № 724-р «Про визначення адміністративних центрів та затвердження територій територіальних громад Тернопільської області» увійшло до складу  Підгороднянської сільської громади.
19 липня 2020 року, в результаті адміністративно-територіальної реформи та ліквідації Тернопільського району, село увійшло до складу новоутвореного Тернопільського району.

## Населення
Згідно з переписом УРСР 1989 року чисельність наявного населення села становила 983 особи, з яких 456 чоловіків та 527 жінок.
За переписом населення України 2001 року в селі мешкало 808 осіб. 100 % населення вказало своєю рідною мовою українську мову.

## Пам'ятки
Є церкви:
- мурована церква святих чудотворців і безсрібників Косми і Дам'яна (1897)
- мурована святого Володимира (1992)
- костел святого архистратига Михаїла,

## Пам'ятники
Споруджено пам'ятник Тарасові Шевченку.
Насипана символічна могила односельцям, полеглим у Визвольних змаганнях (1992).

## Соціальна сфера
Діють загальноосвітня школа І ступеня, клуб, бібліотека, ФАП.

## Відомі люди

### Народилися
- священик, журналіст, письменник, редактор газети «Божий сіяч» о. Орест Глубіш,
- директор ЦУМу в м. Тернополі Володимир Фостик,
- військовики, учасники АТО на Сході України Дмитро Заплітний[7] та Андрій Капчур[8].

### Працювали
- душпастирював письменник отець Т. Бордуляк.

## Галерея

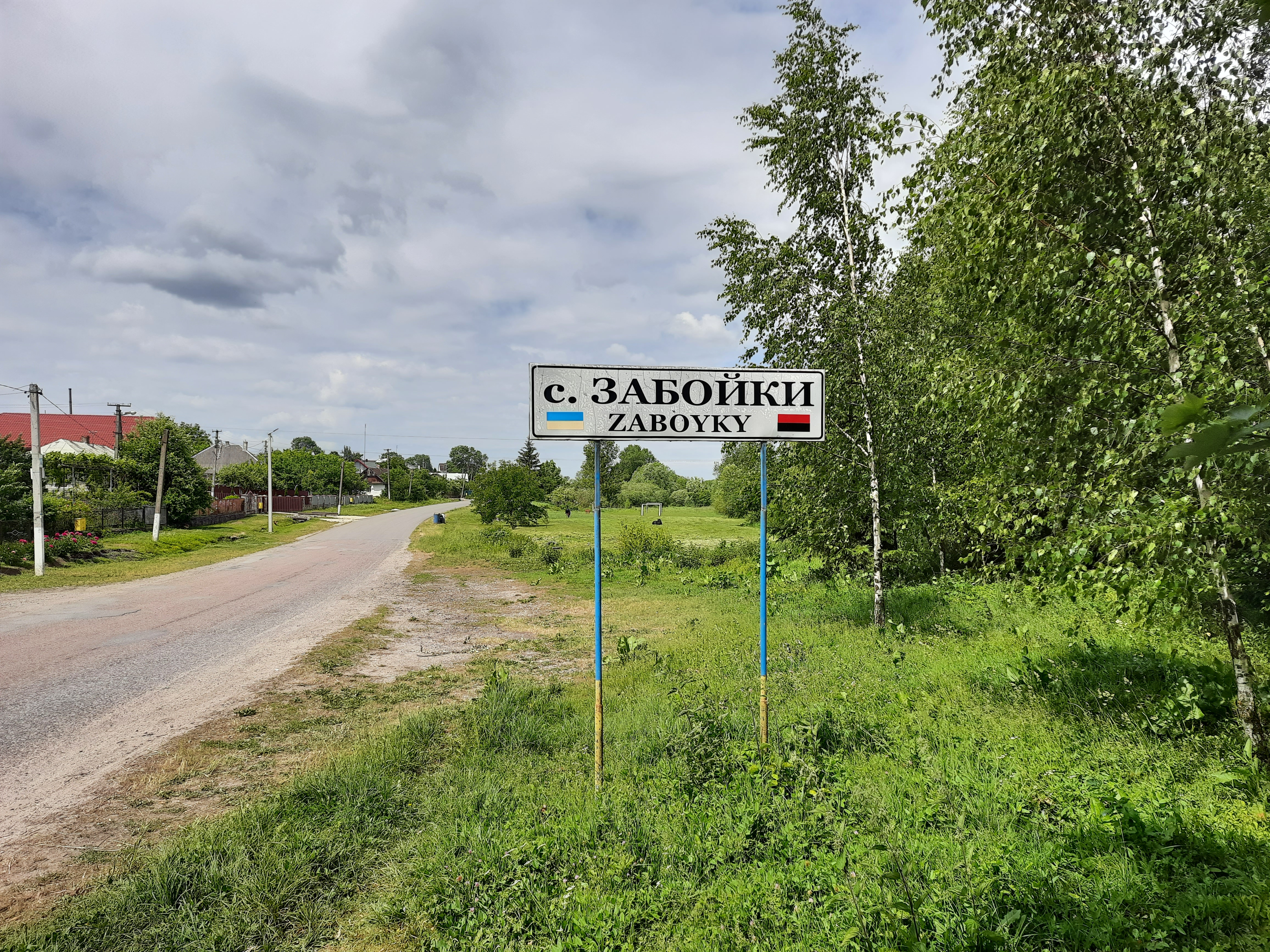
Дорожній знак при в'їзді в село
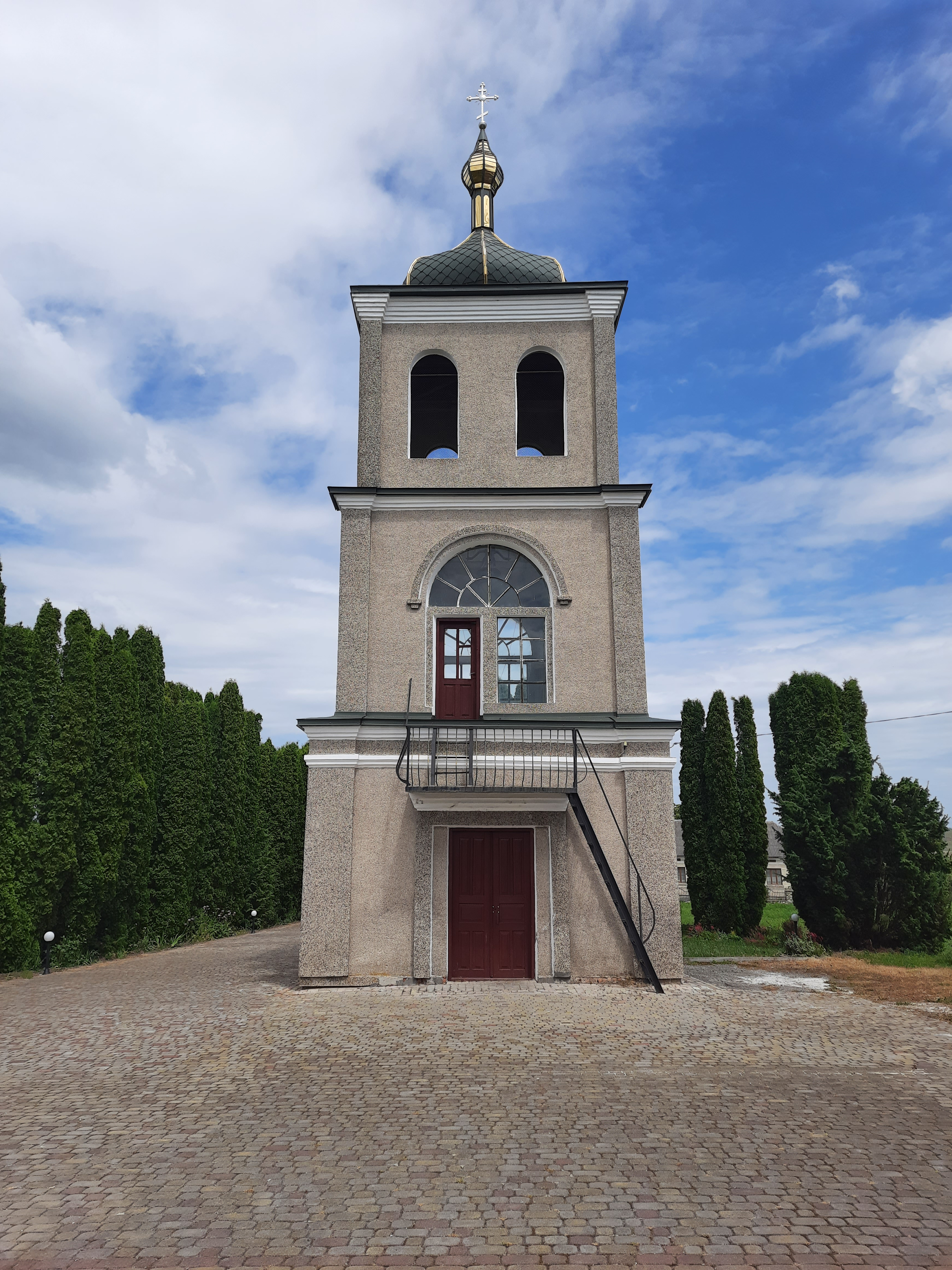
Дзвіниця церкви святого Володимира.
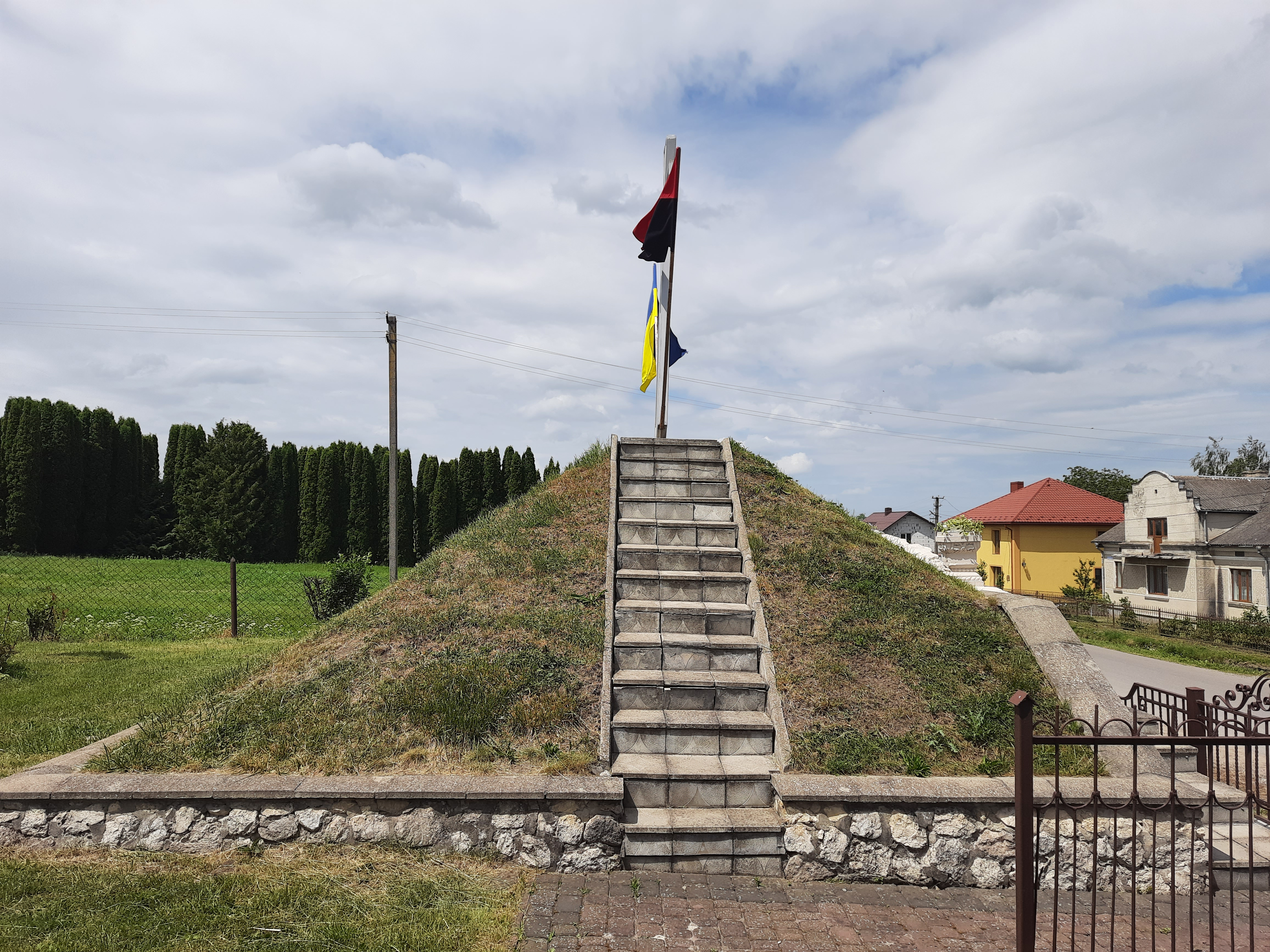
Символічна могила Борцям за волю України
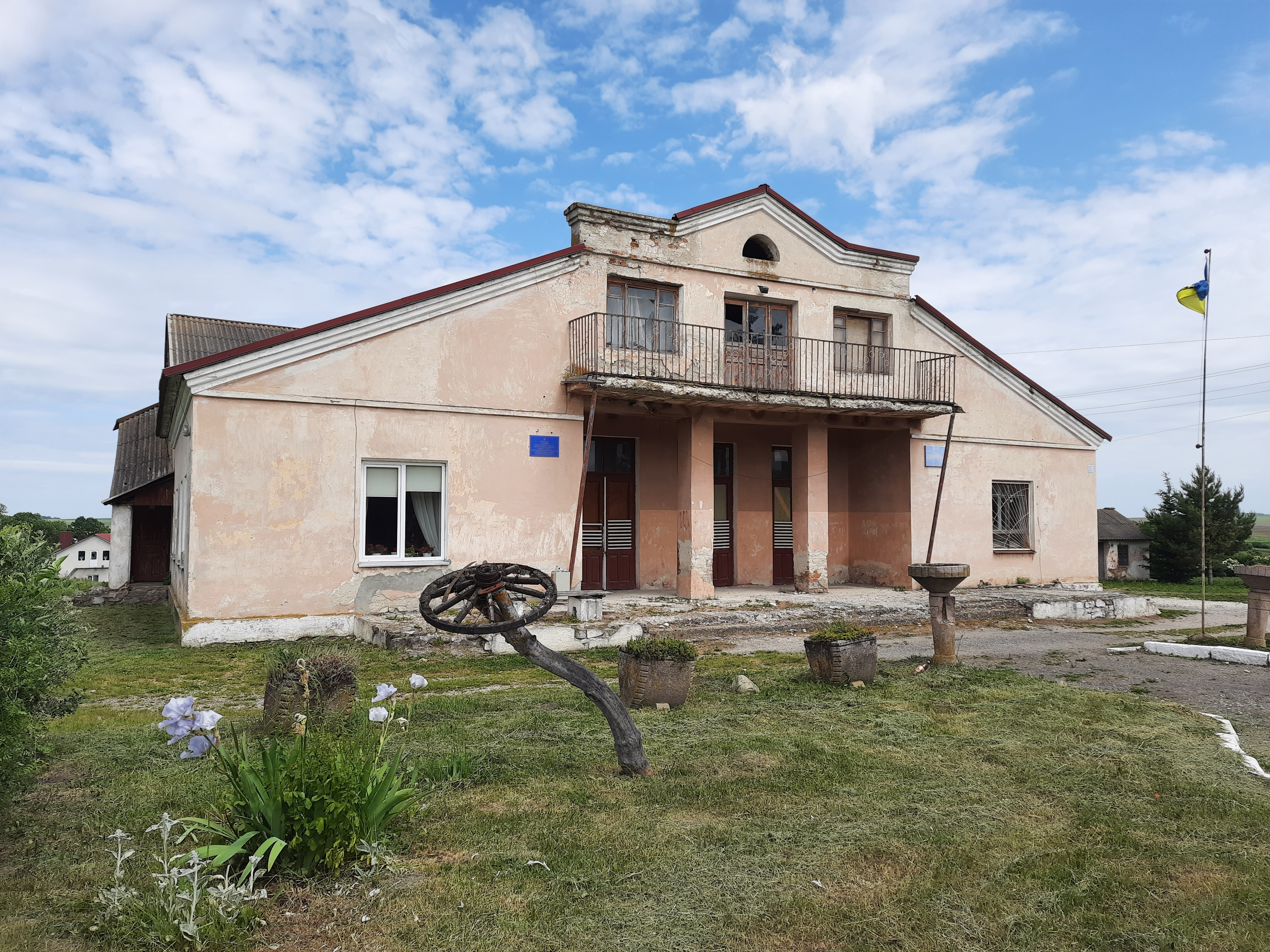
Будинок культури
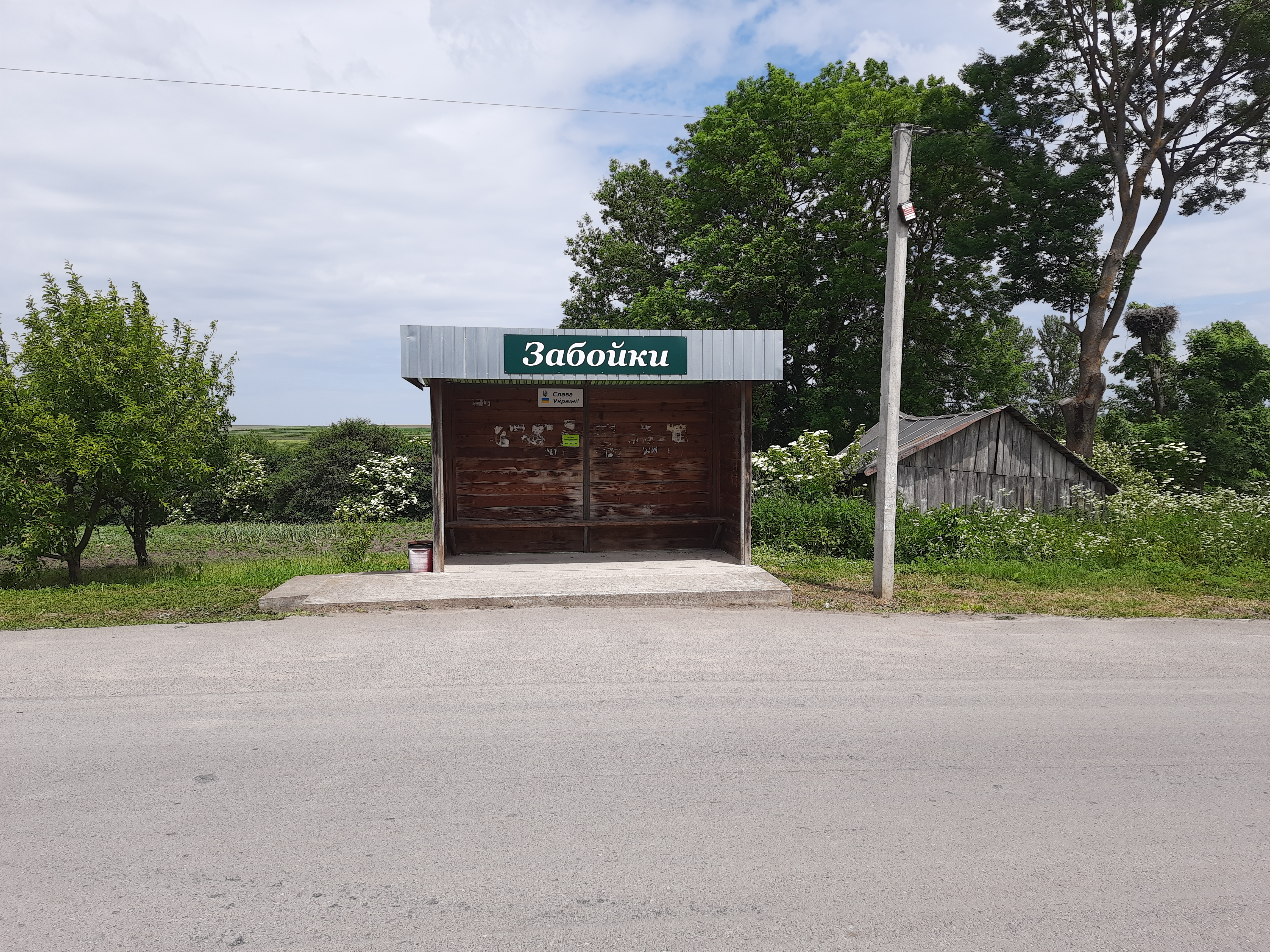
Автобусна зупинка
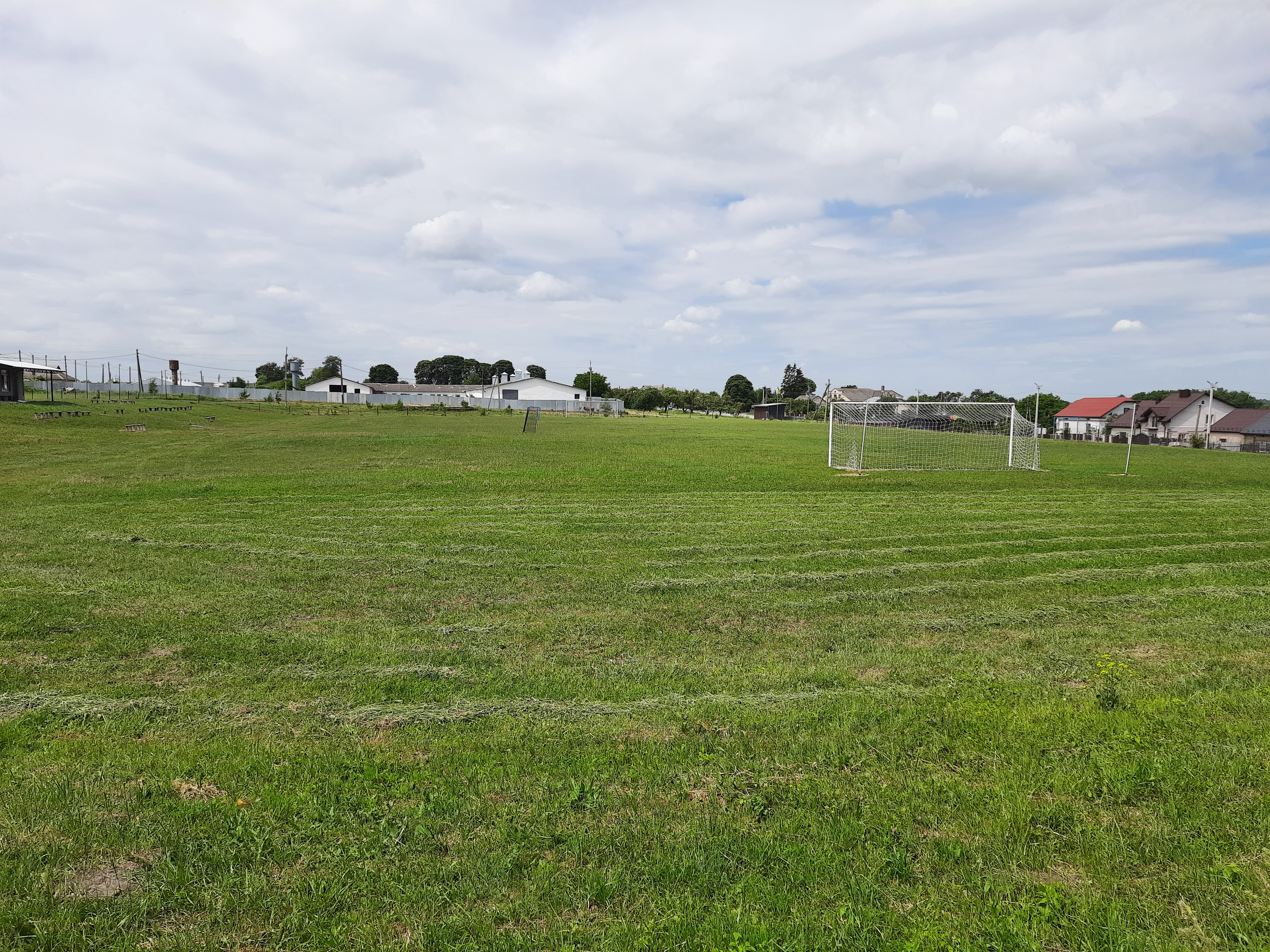
Стадіон